# Perronisme
Ne doit pas être confondu avec Péronisme.
Un perronisme est  au Québec un lapsus produisant une expression loufoque et inédite. Le perronisme combine souvent, de façon malhabile, deux expressions figées pour en créer une nouvelle qui n'a aucun sens. Par exemple « Atteindre la lumière au fond du baril », provient des expressions : « Voir la lumière au bout du tunnel » et « Atteindre le fond du baril ».
Ce terme est lié à la tendance chez Jean Perron, ex-entraîneur des clubs de hockey des Nordiques de Québec et des Canadiens de Montréal, à faire ce genre de lapsus.

## Définition et origine
Le terme perronisme tire son origine d'une tendance chez Jean Perron, ancien entraîneur de hockey et commentateur sportif à amalgamer différentes expressions figées, tels des proverbes ou dictons pour en former une nouvelle, jugée fautive.
Au Québec, à la suite d'un numéro humoristique reprenant des citations de Jean Perron, André Robitaille fait entrer le terme dans la légende et l'expression est devenue commune. Ainsi, tout le monde peut commettre un perronisme.
Jean Perron œuvre toujours dans les médias, notamment au canal V, où il participe régulièrement à l'émission de sport L'attaque à 5 (anciennement nommée 110 %).

## La classe politique
Correspondant du journal Le Devoir à l'Assemblée nationale, Antoine Robitaille adore débusquer les anomalies et les bizarreries de la langue française, surtout celles qui proviennent des politiciens. Dans sa chronique Mots et maux de la politique, il possède une section intitulée « Perles, lapsus, peronneries et perronismes ». On peut y lire des perronismes commis notamment par l'ex-ministre Tony Tomassi, les anciens ministres Jacques P. Dupuis, Nathalie Normandeau, l'ancien premier ministre Jean Charest, etc.

## Livre
Un livre « Les perronismes » a été publié en 2001 et a mené à un procès pour atteinte à la réputation de Jean Perron, et s'est clos par un non-lieu.